# ویو-ماستر پرسونال استریو کمرا
ویو-ماستر پرسونال استریو کمرا (به انگلیسی: View-Master Personal Stereo Camera) یک دوربین عکاسی با فیلم ۱۳۵ است. این دوربین در سال ۱۹۵۲ میلادی عرضه شد.